# Chondrites

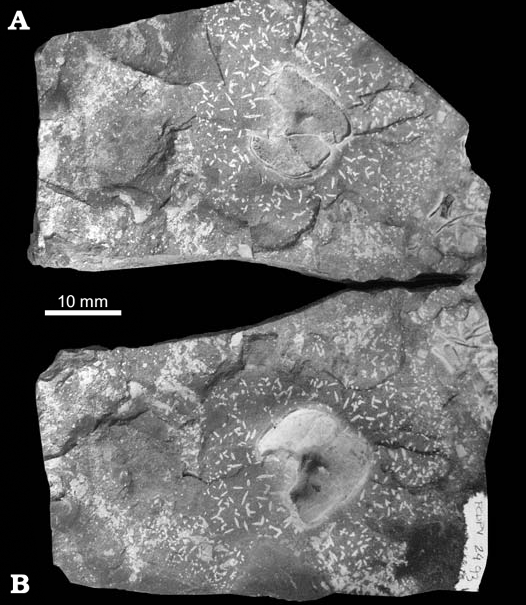
Chondrites zusammen mit einem isolierten Schultergürtel-Element eines Mesosauriden in einem dunklen Tonstein der Mangrullo-Formation, Unterperm, Uruguay

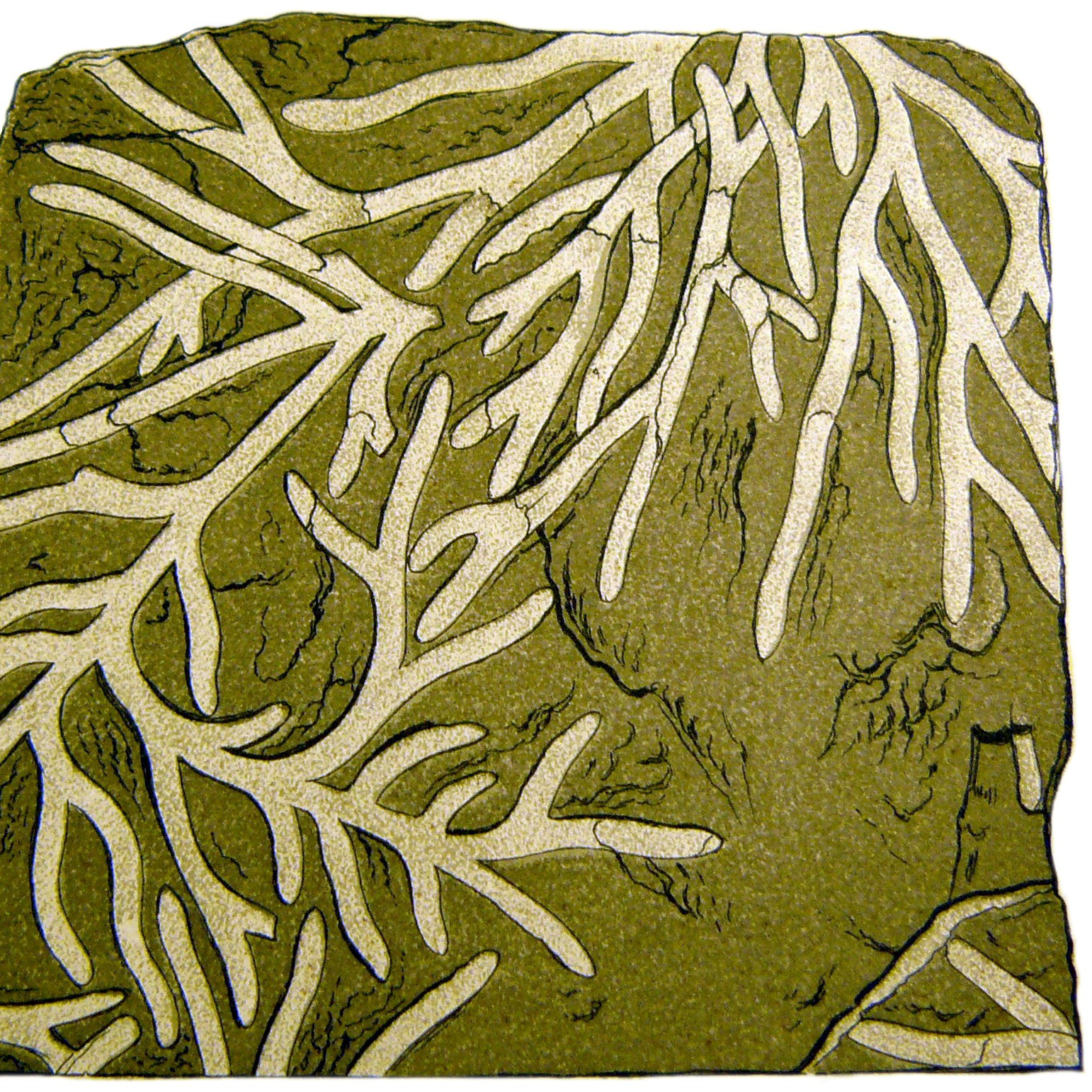
Historische Zeichnung mit relativ stark vergrößerter Darstellung von Chondrites aus dem Posidonienschiefer (1910).

 Chondrites  [kɔnˈdritɛs] ist eine Gattung fossiler Lebensspuren (Ichnogenus), die in feinkörnigen, marinen Sedimentgesteinen auftritt. Die Benennung geht auf Kaspar Maria von Sternberg (1833) zurück.
Die mehrfachverzweigten (dendritischen) Gänge sind mehr oder weniger schichtparallel angelegt, weshalb sie nur auf Schichtflächen in typischer Ausprägung auftreten. Die einzelnen Gänge sind sehr klein, selten breiter als einen Millimeter. Oft treten sie massenhaft auf und äußern sich auf Bruch- und Spaltflächen, die nicht parallel zur ursprünglichen Schichtung verlaufen, in einem unregelmäßigen Muster aus Punkten und Strichen.
Das verzweigte, buschige Aussehen dieser Spurenfossilien erinnert an Pflanzen. So hat Friedrich August Quenstedt in seiner Abhandlung über den Süddeutschen Jura aus den späten 1850er Jahren die Chondrites-reichen basalen Schichten des Posidonienschiefers (Lias Epsilon) als „Seegrasschiefer“ bezeichnet. Der von Ernst Friedrich von Schlotheim in den Nachträgen zu seiner „Petrefactenkunde“ 1822 geprägte Name Algacites bezieht sich zumindest teilweise auf Spurenfossilien vom Chondrites-Typ, die auch er für Reste von Wasserpflanzen hielt. Auch die Bezeichnung Chondrites geht auf den Namen einer Seetang-Gattung (Chondrus, Knorpeltange) zurück. Ebenfalls infolge von Fehlinterpretationen wurde der Gattungsname Fucoides, der von Adolphe Brongniart im Jahre 1822 in Anlehnung an den Namen der Seetang-Gattung Fucus geprägt wurde, für Spuren vom Chondrites-Typ verwendet, aber auch für Spuren, die später aufgrund ihrer relativ stark abweichenden Morphologie ganz eigenen Gattungen zugeordnet wurden. Somit wurden die Namen „Chondrites“, „Fucoides“ und „Algacites“ im 19. Jahrhundert für ein buntes taxonomisches Gemisch aus fossilen Spuren, Pflanzen und Tieren benutzt. Noch Eberhard Fraas (1910) stellte Chondrites zu den Algen, äußerte allerdings schon Zweifel an der generellen Gültigkeit dieser systematischen Stellung. In den Folgejahren setzte sich schließlich die Ansicht, dass es sich zumindest teilweise um Spurenfossilien handelt, immer mehr durch, und der Name Chondrites wurde nunmehr nur noch für diese Ichnotaxa benutzt.
Welche Organismen diese Spuren verursacht haben, ist bis heute nicht abschließend geklärt. Klar ist, dass sie nur in marinen Ablagerungen auftreten. In rezenten, küstennahen Meeresböden werden Spuren, die mit dem Spurenfossil Chondrites übereinstimmen oder ihm sehr ähnlich sind, von sedimentfressenden Borstenwürmern erzeugt. Chondrites sind ab dem Ordovizium nachgewiesen. Belege aus dem Kambrium gelten als unsicher.